# Franz Berwald
Franz Berwald (23. juli 1796 – 3. april 1868) var svensk komponist, ortopæd og entreprenør.
Franz Berwald er en væsentlig skikkelse i svensk musikhistorie; men det kneb for ham at leve af sin musik. I stedet åbnede han et ortopædisk institut i Berlin og senere et i Wien. Senere arbejdede han indenfor den svenske glasværksindustri.
Nedstammer fra en slesvigsk musikerfamilie.
I 1909 stiftedes et "Berwald selskab" med det formål at udgive og spille hans egen musik; det blev opløst i 1947. 
Først i 1900-tallet blev han anerkendt som en af Sveriges fineste komponister.

## Udvalgte værker
- Symfoni (i A-dur) (fragment) (1820) - for orkester
- Symfoni nr. 1 (i G-mol) (Sinfonie sérieuse) (1842) - for orkester
- Symfoni nr. 2 (i D-dur) (Sinfonie capricieuse) (1842) - for orkester
- Symfoni nr. 3 (i C-dur) (Sinfonie singulière) (1845) - for orkester
- Symfoni nr. 4 (i Eb-dur)(Sinfonie naiv) (1845) - for orkester